# Горня Брусовача
45°14′ пн. ш. 15°44′ сх. д. / 45.23° пн. ш. 15.74° сх. д.
Горня Брусовача (хорв. Gornja Brusovača) — населений пункт у Хорватії, у Карловацькій жупанії у складі громади Войнич.

## Населення
Населення за даними перепису 2011 року становило 33 осіб.
Динаміка чисельності населення поселення: